# 上雄信内駅

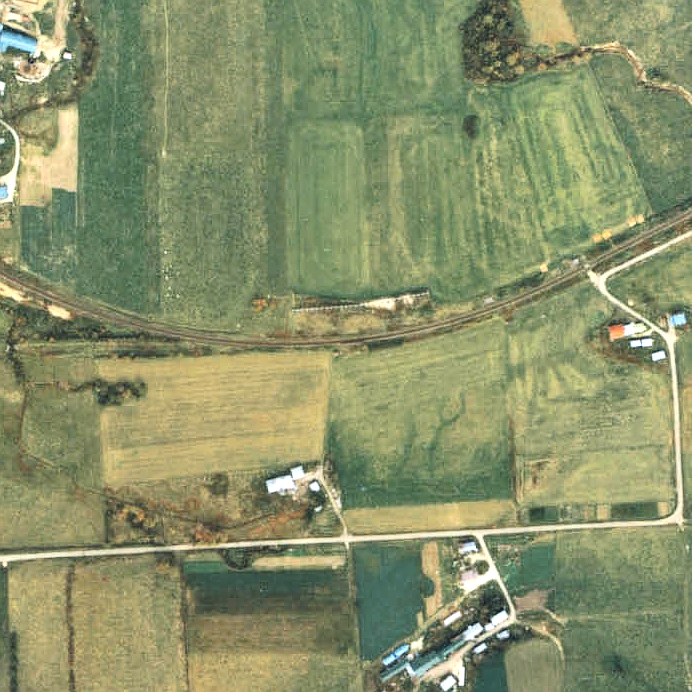
1977年の上雄信内仮乗降場の状況。周囲約500m範囲。左が稚内方面。ホームのすぐ左下に待合室。ホームへは民家の私道と畑の畦道を通らなければ行けない状況が見て取れる。ホームの対面（写真ではすぐ上）には防風雪柵が設置されている。また、雄信内側（左側）へ本線から真っ直ぐ伸びる白い線は、トンネルが出来る以前に天塩川河岸の崖を通っていた頃の旧線跡。

上雄信内駅（かみおのっぷないえき）は、北海道（留萌支庁・現在は宗谷総合振興局）天塩郡幌延町字雄興（ゆうこう）にあった北海道旅客鉄道（JR北海道）宗谷本線の駅（廃駅）である。電報略号はミオ。

## 歴史
当地はタンタシャモナイと呼ばれた地域で、現在の雄興地区では最も早く入植がはじまったとされている。
住民は外部との移動手段としては、当初は船で対岸の天塩町タツネウシへ渡るなどしていたが、のちに雄信内駅付近とを結ぶ道が開通した。
しかし、タンタシャモナイと雄信内駅の間は急峻な山が天塩川に突出する難所であり、当時の道路はその山の中腹を削ってつけられた道であったため、よく不通となった。
この道路はタンタシャモナイが戦後開拓地となったことで拡幅されているが、さらに列車利用の便を図って当地に仮乗降場が設けられることとなった。
こうした経緯もあり、停車列車はごく少数で、廃止直前の時点では普通列車2往復のみの停車であった。

### 年表
- 1956年（昭和31年）5月1日：日本国有鉄道宗谷本線の糠南仮乗降場（現・糠南駅） - 雄信内駅間に上雄信内仮乗降場（局設定）として新設開業[4]。
- 1987年（昭和62年）4月1日：国鉄分割民営化により、北海道旅客鉄道（JR北海道）の駅となると共に駅に昇格。上雄信内駅となる[5]。
- 1990年（平成2年）
  - 3月10日：営業キロ設定。
  - 11月9日：同日から翌日にかけての暴風で乗降所が倒壊[6]。
- 2001年（平成13年）7月1日：利用者僅少に伴い廃止となる[4]。

### 駅名の由来
当駅の所在する地（雄信内）において、より天塩川の上流に位置するため、「上」を冠する。なお旧地名のタンタシャモナイはアイヌ語の「タンタサモナイ（tanta-sam-o-nay）」（今・和人・いる・沢）からとされる。

## 駅構造
廃止時点で、単式ホーム1面1線を有する地上駅であった。ホームは線路の南側（稚内方面に向かって左手側）に存在した。分岐器を持たない棒線駅となっていた。
仮乗降場に出自を持つ無人駅となっており、駅舎は無いがホーム出入口附近に待合所を有していた。ホームは稚内方（西側）にスロープを有し駅施設外に連絡していた。駅と集落の間は歩道、車道ともに通じておらず、牧場の私有地を通らなければ往来できなかった。

## 利用状況
- 1992年度（平成4年度）の1日乗降客数は0人。
- 2000年度（平成12年度）の1日乗降客数は3人[9]。

## 周辺
廃駅後はすべての施設が撤去され、現在は跡形もなくなっている。
- 天塩川 - 駅の南[10]。
- 下平橋
  - 前述の山の中腹の道の代替として、1965年（昭和40年）に雄信内駅 - 当駅間の線路を付け替えた際の旧線を町道として転用したもの[2]。付け替えに関しては雄信内駅#その他を参照。
  - 駅跡周辺へ到達する事実上唯一の道路であるが、下平橋の老朽化から2017年現在、駅跡周辺の居住者移転も視野に代替路線が検討されており、今後橋梁点検の結果から方針を検討していくこととなっている[11][12]。

## 隣の駅
北海道旅客鉄道
■宗谷本線
糠南駅 (W67) - *上雄信内駅 - （雄信内信号場） - *安牛駅 (W69) - *南幌延駅 (W70) - *上幌延駅 (W71) - 幌延駅 (W72)
*打消線は廃駅